# Liedtekst

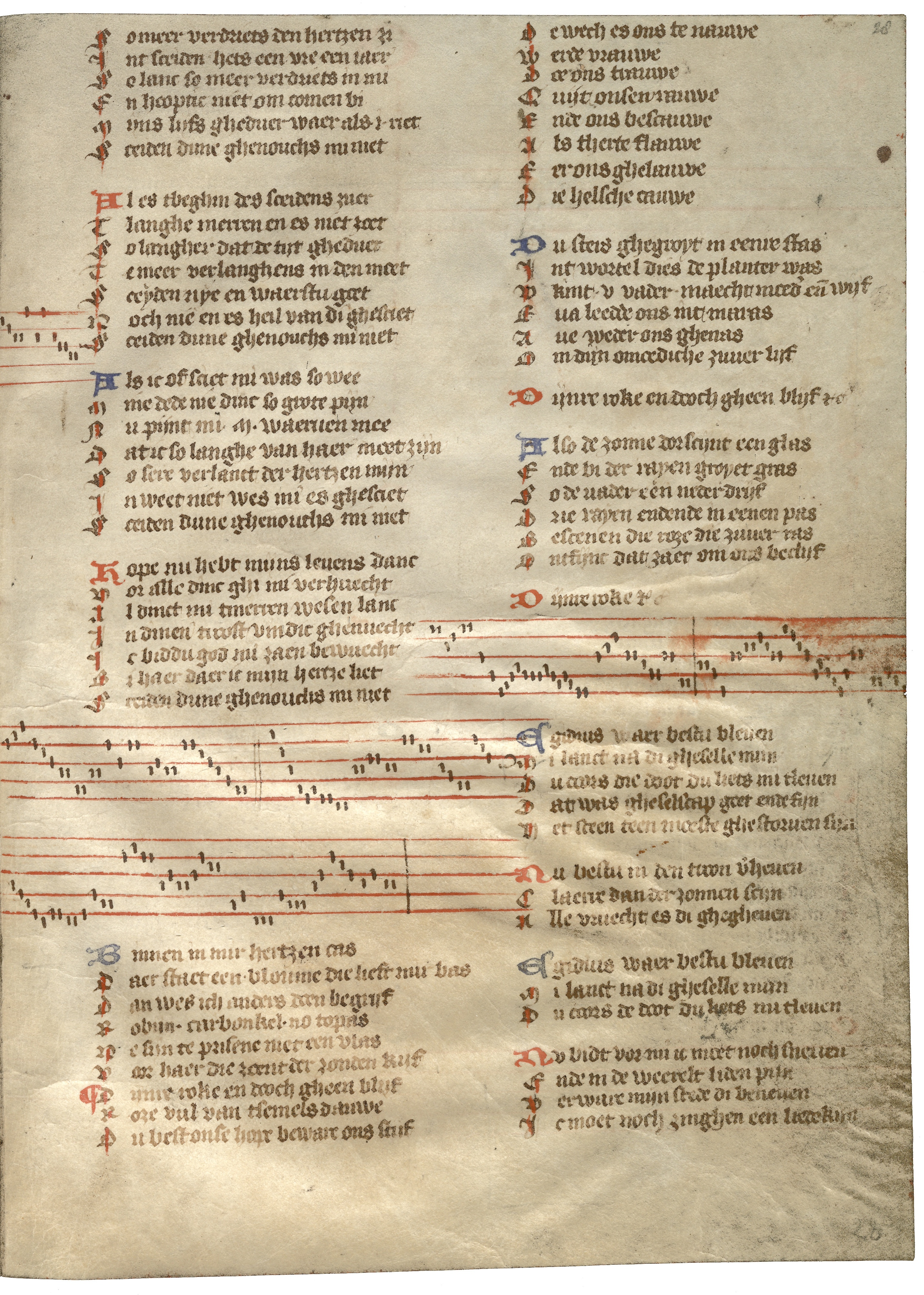
Middeleeuwse liedteksten in het Gruuthuse-handschrift (fol. 28r), ca. 1395.

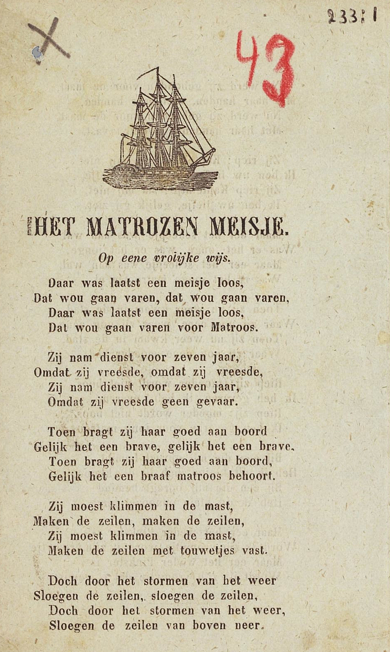
Liedblad met de liedtekst van het volksliedje 'Daar was laatst een meisje loos' (collectie Meertens Instituut).

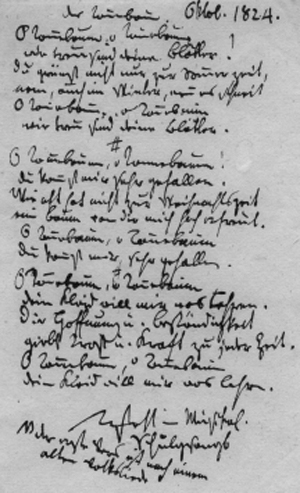
De Duitse liedtekst 'O Tannenbaum, o Tannenbaum / Wie treu sind deine Blätter', oorspronkelijke handschrift van tekstdichter E. Anschütz.

Een liedtekst is een tekst die bedoeld is om te worden gezongen. Het gaat gewoonlijk om een tekst op rijm in strofenvorm.
Binnen de popmuziek, sinds de jaren 1960, wordt een liedtekst ook wel songtekst of lyrics genoemd.

## Kenmerken liedtekst
Er zijn drie kenmerken die de liedtekst onderscheiden van andere teksten.
Ten eerste de vorm, die gewoonlijk strofisch is. Op basis van de strofevorm worden twee soorten liederen onderscheiden: het strofische lied en het coupletlied (waarin couplet en refrein elkaar afwisselen).
Naast de vorm is een tekst herkenbaar als liedtekst door vermelding van een bijbehorende melodie (zoals door middel van een wijsaanduiding of muzieknotatie) - een lied is immers per definitie een combinatie van een liedtekst met een melodie.
Ten derde kan een tekst herkenbaar zijn als liedtekst door de context, bijvoorbeeld doordat de tekst is opgenomen in een liedboek of doordat een historische bron meldt dat de tekst werd gezongen.

## Vervaardigers van liedteksten
Een liedtekst kan worden geschreven door een tekstdichter, die enkel de rijmende tekst schrijft en niet de melodie. Deze schrijft ofwel een tekst op een bestaande wijs (een contrafact), ofwel met een melodie van een toondichter (componist).
Een liedtekst kan ook worden geschreven door een liedschrijver, die zowel liedtekst als bijbehorende wijs schrijft.
Op de derde plaats kan de liedtekst of het lied worden geschreven door de uitvoerende artiest, de zanger. Dit wordt met een Engelse term wel singer-songwriter genoemd, een zanger-liedschrijver.

## Doelgroepen
Een lied kan bedoeld zijn voor actieve zangbeoefening, zoals volksliedjes, die door het volk werden gezongen - de liedtekst is dan gewoonlijk eenvoudig, gemakkelijk te leren en mee te zingen (drinkliedjes, dansliedjes, zeemansliederen, weefliederen, enz.). 
Sinds de opkomst van radio en lp zijn liederen vaak geschreven voor een uitvoerende artiest en kunnen de teksten ingewikkelder zijn (popliedjes, luisterliedjes, cabaretliedjes). 
Soms zijn liedteksten van uitvoerende artiesten toch bedoeld om makkelijk mee te zingen te zijn voor het publiek, en is de tekst of het refrein eenvoudig (zoals meezingers, sommige levensliederen en sommige popliedjes).

## Oudste Nederlandse liedteksten
Tot de oudst bewaard gebleven Nederlandstalige liedteksten horen: de minneliederen van Hendrik van Veldeke (rond 1170), de religieuze strofische liederen van Hadewijch (rond 1240) en de liederen in het Gruuthuse-handschrift (rond 1400).

## Terminologie
In de popmuziek, opgekomen in de jaren 1960, wordt een liedtekst vaak aangeduid met songtekst (of songtext) of lyrics. De teksten van oudere liederen (van voor de Tweede Wereldoorlog) of andere liedgenres (kinderliedjes, volksliedjes, klassieke liederen) worden binnen het liedonderzoek niet zo aangeduid. Voor oudere liederen zou dit een anachronisme zijn.
De tekst van een opera valt onder het libretto en wordt geschreven door een librettist.

## Liederen zonder tekst
Er zijn enkele voorbeelden bekend van liederen zonder tekst, 'instrumentale liederen' genoemd (wat in feite een contradictio in terminis is). De componist Robert Schumann schreef een reeks bekende 'Lieder ohne Worte' voor piano.